# Пушкінське сільське поселення (Кадошкінський район)
Пу́шкінське сільське поселення (рос. Пушкинское сельское поселение) — муніципальне утворення у складі Кадошкінського району Мордовії, Росія. Адміністративний центр — село Пушкіно.

## Історія
Станом на 2002 рік існували Інсарська сільська рада (селище Інсар), Нагаєвська сільська рада (село Нагаєво), Пушкінська сільська рада (село Пушкіно, присілок Студений Ключ, селища Нова Жизнь, Привольє) та Сіалеєвсько-Майданська сільська рада (село Сіалеєвський Майдан).
12 березня 2009 року до складу сільського поселення були включені ліквідовані Інсарське сільське поселення (селище Інсар), Нагаєвське сільське поселення (село Нагаєво) та Сіалеєвсько-Майданське сільське поселення (село Сіалеєвський Майдан).
2011 року було ліквідовано присілок Студений Ключ.

## Населення
Населення — 494 особи (2019, 655 у 2010, 1081 у 2002).

## Склад
До складу поселення входять такі населені пункти:
| Населений пункт           | Населення, осіб (2002) | Населення, осіб (2010) |
| ------------------------- | ---------------------- | ---------------------- |
| Інсар, селище             | 276                    | 167                    |
| Нагаєво, село             | 260                    | 191                    |
| Нова Жизнь, селище        | 19                     | 1                      |
| Привольє, селище          | 19                     | 1                      |
| Пушкіно, село             | 324                    | 221                    |
| Сіалеєвський Майдан, село | 180                    | 74                     |
| Студений Ключ, присілок   | 3                      | 0                      |